# Israelite Bay
Israelite Bay is een baai en lokaliteit in de regio Goldfields-Esperance in West-Australië, 200 kilometer ten oosten van Esperance. Het is onbewoond maar van historisch belang vanwege een telegraafstation dat er in 1876 gebouwd werd. Israelite Bay is het westelijke beginpunt van de Grote Australische Bocht.

## Geschiedenis
De streek aan de baai vormde ten tijde van de kolonisatie de grens tussen de gebieden van de Njunga Nyungah Aborigines en de Ngadjunmaia Aborigines. Dit was ook de grens tussen de Aborigines die aan circumcisie deden en diegene die er niet aan deden. De Njunga waren de enige Nyungah die de praktijk hadden overgenomen. Ze hielden het echter bij circumcisie terwijl de Ngadumaia hun eikel in twee sneden (En: subincision) De Ngadjumaia werden ook wel de Wanggara genoemd omdat hun penissen er als eendenbekken uitzagen. De Njunga en de Ngadjunmaia betwistten elkaar het gebied tussen Point Malcolm en het noordelijke deel van Israelite Bay.
De eerste vermelding van de naam Israelite Bay stamt uit 1863. De familie Dempster verkende het gebied op zoek naar geschikte weidegrond om hun vee te laten grazen. Volgens hen werd "de baai zo genoemd ter ere van de zwarten die tot de Dadjunna stam behoorden". Volgens Norman Tindale getuigt de geografische benaming over de grens tussen de Aborigines die zich besneden en diegenen die dit niet deden.
In 1870 verkende John Forrest de streek met het oog op de aanleg van een telegraaflijn van West naar Zuid-Australië. Hij volgde de route die Edward John Eyre dertig jaar eerder in omgekeerde richting had afgelegd. In 1876 werd een eerste houten telegraafstation gebouwd aan de Israelite Bay. In 1887 werd er een aanlegsteiger gebouwd. Op het hoogtepunt van het plaatsje Israelite Bay woonden er 150 mensen. In 1893 was er een havendouanier tewerkgesteld. Het houten telegraafstation werd in 1896 door een stenen gebouw vervangen. De telegraaflijn zou bijna vijftig jaar lang een vitaal deel van de nationale infrastructuur uitmaken.

## 21e eeuw
Het plaatsje is onbewoond. Het wordt omringd door het naar Pieter Nuyts vernoemde Nuytsland natuurreservaat. De ruïnes van het telegraafstation en de omliggende nederzetting werden door de National Trust geclassificeerd. In 1993 werd het plaatsje in het West-Australische erfgoedregister opgenomen.

## Toerisme
Israelite Bay is vanuit Esperance in het westen en Balladonia in het noorden bereikbaar, maar enkel met vierwielaandrijving. Balladonia ligt langs de Eyre Highway.
Vanop de weg naar Israelite Bay, 25 kilometer ten westen ervan, kan men Point Malcolm en de oostelijke groep eilanden van de Recherche-archipel waarnemen. Kamperen in Israelite Bay is toegestaan in de Shire of Esperance Recreation Reserve. Men kan er sportvissen vanop het strand, wandelen in de natuur en de geschiedenis opsnuiven.
Ten westen van Israelite Bay en het Nuytsland natuurreservaat ligt het nationaal park Cape Arid.